# Уотсон, Джефф
Джефф Уотсон (англ. Jeff Watson; род.5 ноября 1956 года, Сакраменто, Калифорния, США) — американский хард-рок-гитарист, наиболее известный как участник и один из основателей Night Ranger.

## Биография
Во время пребывания в «Night Ranger» (в которой Джефф играл в качестве согитариста с Брэдом Гиллисом) разработал свою фирменную технику тэппинга: постукивание восемью пальцами. В 1986 году Уотсон выпустил обучающее видео по игре на гитаре под названием «Jeff Watson: Star Licks Master Series» для компании Star Licks. Уотсон появился в качестве гостя в проекте «Docker’s Guild» Дугласа Докера. В 2007 году он был уволен из Night Ranger по письму их адвоката. В 2009 году Джефф был участником гастролирующей группы Денниса ДеЯнга. В 2016 году был приглашён в «Metal Stars» для записи трека «I See the Light».

## Дискография
Уотсон также выпустил два сольных альбома.

### Сольные альбомы
- Lone Ranger (1992)[5]
- Around the Sun (1993)

### Night Ranger
- Dawn Patrol (1982)
- Midnight Madness (1983)
- 7 Wishes (1985)
- Big Life (1987)
- Man in Motion (1988)
- Neverland (1997)
- Seven (1998)
- Hole in the Sun (2007)

### Mother’s Army
- Mother’s Army (1993)
- Planet Earth (1997)
- Fire on the Moon (1998)

### Гостевые выступления
| Год  | Исполнитель                   | Альбом                                                  |
| ---- | ----------------------------- | ------------------------------------------------------- |
| 1987 | Тони МакАлпайн                | Maximum Security                                        |
| 1989 | Guitar’s Practicing Musicians | Сборник                                                 |
| 1991 | Стив Морс                     | Southern Steel                                          |
| 1993 | Крис Айзек                    | San Francisco Days                                      |
| 1995 | Крис Айзек                    | Forever Blue                                            |
| 2002 | Стив Вольвертон               | Guitar Farm                                             |
| 2003 | MSG                           | Arachnophobiac                                          |
| 2004 | Эрик Мартин                   | Destroy All Monsters                                    |
| 2012 | Docker’s Guild                | The Mystic Technocracy — Season 1: The Age of Ignorance |
| 2016 | Metal Stars                   | Одна песня на «Metal Disney» — «I See the Light»        |